# Impasse Fortin
L’impasse Fortin est une voie en impasse du 8e arrondissement de Paris.

## Situation et accès
Cette voie privée ouvre au niveau du 21, rue d'Artois.

## Origine du nom

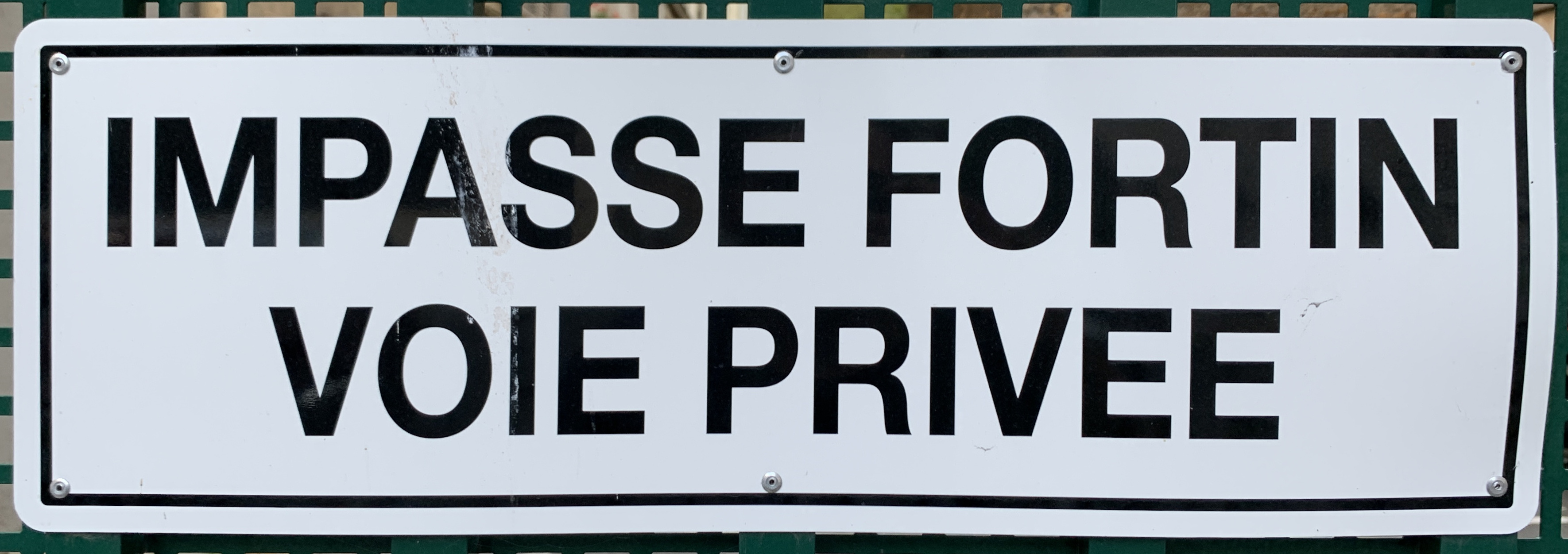
Plaque de l'impasse.

Elle tient son nom du propriétaire des terrains sur lesquels elle a été ouverte, l'avocat Jean-Joseph Fortin, auteur d'une opération immobilière entre la rue des Écuries-d'Artois (aujourd'hui rue d'Artois) et la rue de Ponthieu (voir « Rue Paul-Baudry »).

## Historique
Cette voie a été créée sous sa dénomination actuelle en 1829. 